# Heinrich Schöpke
Heinrich Schöpke (21. srpna 1903 – ?) byl československý fotbalista německé národnosti, obránce.

## Fotbalová kariéra
V československé lize hrál za Teplitzer FK (1929–1936). Nastoupil v 98 ligových utkáních. Ve Středoevropském poháru odehrál 2 utkání.

## Ligová bilance
| Ročník                    | Zápasy | Góly | Klub         |
| ------------------------- | ------ | ---- | ------------ |
| 1. asociační liga 1929/30 | -      | 0    | Teplitzer FK |
| 1. asociační liga 1930/31 | 14     | 0    | Teplitzer FK |
| 1. asociační liga 1931/32 | -      | 0    | Teplitzer FK |
| 1. asociační liga 1932/33 | -      | 0    | Teplitzer FK |
| 1. asociační liga 1933/34 | -      | 0    | Teplitzer FK |
| Státní liga 1934/35       | -      | 0    | Teplitzer FK |
| Státní liga 1935/36       | -      | 9    | Teplitzer FK |
| CELKEM 1. liga            | 98     | 0    |              |